# Cheumatopsyche lobata
Cheumatopsyche lobata är en nattsländeart som beskrevs av G. Marlier 1943. Cheumatopsyche lobata ingår i släktet Cheumatopsyche och familjen ryssjenattsländor. Inga underarter finns listade i Catalogue of Life.